# 北条町 (鳥取県)
北条町（ほうじょうちょう）は、かつて鳥取県の中部にあった町である。東伯郡に属した。
2005年（平成17年）10月1日、隣接する大栄町と合併し、北栄町となって消滅した。

## 地理
鳥取県の中部に位置し、周辺は北条平野と呼ばれており、天神川の沖積平野である。北は日本海に面していて、海岸沿いに北条砂丘が広がる。砂丘は、江戸時代には不毛の地であるばかりか、飛砂によって近隣住民を苦しめたが江戸時代末期から現代までの灌漑事業によって農地となり、今では鳥取県内を代表する農業地帯となった。
- 河川：天神川

### 隣接していた自治体
- 倉吉市
- 東伯郡 大栄町、湯梨浜町（2004年9月30日までは東伯郡羽合町と隣接）

## 歴史
- 1954年（昭和29年）6月1日 - 中北条村・下北条村が合併して北条町が発足。
- 2005年（平成17年）10月1日 - 大栄町と合併して北栄町が発足[1]。同日北条町廃止。

## 教育
町内に高等学校・大学はなかった。
- 北条町立北条中学校（現・北栄町立北条中学校）
- 北条町立北条小学校（現・北栄町立北条小学校）

## 交通

### 鉄道
- 西日本旅客鉄道（JR西日本）
  - 山陰本線：（倉吉市） - 下北条駅 - （大栄町）

### 道路
- 一般国道
  - 国道9号（北条バイパス）
  - 国道313号
- 県道
  - 鳥取県道161号倉吉江北線
  - 鳥取県道201号上井北条線
  - 鳥取県道249号清谷北条線
  - 鳥取県道250号亀谷北条線
  - 鳥取県道320号羽合東伯線